# Limnoriidae
Famille
Les Limnoriidae, ou limnories, forment une famille d'une cinquantaine d'espèces de petits isopodes marins d'environ 5 millimètres, dont un certain nombre sont détritivores, xylophages et foreurs superficiels (térébrants) qui vivent en colonies sur les pieux, planches et substrats de bois fixés, flottants ou déposés sur la laisse de mer dans la zone intertidale, tandis que les autres se nourrissent de varech et d'herbes marines. Dans l'écosystème littoral, ils jouent un rôle important dans le recyclage de la nécromasse riche en lignine et cellulose.

## Liste des genres
Selon ITIS (21 mars 2018) :
- Limnoria  Leach, 1814 ; une trentaine d'espèces xylophages, une vingtaine polyphages et trois autres consommatrices d'herbes marines
- Lynseia Poore, 1987B ; trois espèces consommatrices d'herbes marines
- Paralimnoria  Menzies, 1957 ; deux espèces xylophages

## Dégâts des xylophages
Le bois devient spongieux et fragile là où les limnories xylophages font leurs colonies. Le bois s'érode en prenant des formes caractéristiques (creusement en forme de diabolo des pieux plantés dans la zone exposée aux marées), là où le courant est fort. Seul ou avec d'autres foreurs tels que les tarets, il peut dégrader les coques de bois posées sur les sédiments vaseux ou sur les laisses de mer, c'est l'une des espèces que les antifoulings visent à tuer, et ils le font efficacement, mais non sans polluer l'environnement marin.
On pensait que les xylophages consommaient directement le bois dans lequel ils s'enfouissent, mais ils ne le mangent qu'au fur et à mesure que celui-ci se ramollit par la décomposition ; ils consomment en réalité les associations de bactéries et de champignons qui décomposent la cellulose et la lignine du bois ou des algues mortes. Il est cependant possible, comme le font de nombreux invertébrés terrestres, qu'ils contribuent à ensemencer le bois qu'ils colonisent en micro-organismes susceptibles de le décomposer.